# DDR-Mannschaftsmeisterschaft im Schach 1971
Bei der DDR-Mannschaftsmeisterschaft im Schach 1971 gewann der Titelverteidiger Schachgemeinschaft Leipzig erneut die DDR-Mannschaftsmeisterschaft.
Gespielt wurde ein Rundenturnier, wobei jede Mannschaft gegen jede andere jeweils acht Mannschaftskämpfe an acht Brettern austrug. Insgesamt waren es 48 Mannschaftskämpfe, also 384 Partien.

## DDR-Mannschaftsmeisterschaft 1971

### Kreuztabelle der Sonderliga (Rangliste)
|   | Verein       | 1    | 2    | 3    | 4    | Punkte |
| - | ------------ | ---- | ---- | ---- | ---- | ------ |
| 1 | SG Leipzig   |      | 32,5 | 35,0 | 49,0 | 116,5  |
| 2 | Buna Halle   | 31,5 |      | 34,5 | 42,5 | 108,5  |
| 3 | DAW Berlin   | 29,0 | 29,5 |      | 41,0 | 099,5  |
| 4 | Post Dresden | 15,0 | 21,5 | 23,0 |      | 059,5  |

### Ergebnisse der besten Spieler
| Spieler          | Verein  | Partien | Punkte | Prozent |
| ---------------- | ------- | ------- | ------ | ------- |
| Burkhard Malich  | Halle   | 24      | 18,0   | 75,0    |
| Lothar Zinn      | Berlin  | 21      | 15,5   | 73,8    |
| Detlef Neukirch  | Leipzig | 20      | 14,5   | 72,5    |
| Reinhart Fuchs   | Berlin  | 14      | 10     | 71,4    |
| Artur Hennings   | Leipzig | 24      | 17,0   | 70,8    |
| Heinz Liebert    | Halle   | 24      | 17,0   | 70,8    |
| Lutz Espig       | Halle   | 22      | 15,5   | 70,5    |
| Olaf Thal        | Berlin  | 18      | 12,5   | 69,4    |
| Manfred Böhnisch | Leipzig | 24      | 15,5   | 64,6    |
| Günther Möhring  | Halle   | 24      | 15,5   | 64,6    |

### Die Meistermannschaft
| 1.            | Schachgemeinschaft Leipzig |
| Schachfiguren | Alphabetische Reihenfolge: Manfred Böhnisch, Artur Hennings, Rainer Knaak, Gerd Lorenz, Detlef Neukirch, Heinz Rätsch, Manfred Schöneberg, Lothar Vogt |

### Oberliga
| Platz | Verein                    | Punkte |
| ----- | ------------------------- | ------ |
| 01    | SG Leipzig II             | 93,0   |
| 02    | DAW Berlin II             | 86,0   |
| 03    | Vorwärts Strausberg       | 77,5   |
| 04    | Motor SO Magdeburg        | 74,0   |
| 05    | Chemie Lützkendorf        | 72,0   |
| 06    | Buna Halle II             | 66,0   |
| 07    | Lok Dresden               | 65,5   |
| 08    | Wissenschaft Potsdam      | 65,0   |
| 09    | Motor IFA Karl-Marx-Stadt | 63,5   |
| 10    | Lok Greiz                 | 57,5   |

### DDR-Liga
| Platz | Verein                 | Punkte |
| ----- | ---------------------- | ------ |
| 01    | Lok Leipzig Mitte      | 91,5   |
| 02    | Lok Brandenburg        | 91,0   |
| 03    | Rotation Berlin        | 77,0   |
| 04    | Motor SO Magdeburg II  | 75,5   |
| 05    | Einheit Friesen Berlin | 74,5   |
| 06    | Lok Rostock            | 70,5   |
| 07    | Lok Pankow             | 70,0   |
| 08    | Lok Rostock II         | 63,0   |
| 09    | Chemie Köpenick        | 56,5   |
| 10    | TH Chemie Magdeburg    | 50,5   |

| Platz | Verein                       | Punkte |
| ----- | ---------------------------- | ------ |
| 01    | Post Dresden II              | 94,5   |
| 02    | Lok Karl-Marx-Stadt          | 80,0   |
| 03    | EVB Motor West Erfurt        | 78,0   |
| 04    | Motor Gohlis Nord Leipzig    | 76,0   |
| 05    | Motor Carl Zeiss Jena        | 74,0   |
| 06    | Lok Leipzig Mitte II         | 67,5   |
| 07    | Lok Gera                     | 66,5   |
| 08    | TH Chemie Merseburg          | 65,5   |
| 09    | Motor IFA Karl-Marx-Stadt II | 61,5   |
| 10    | Chemie Schwarzheide          | 56,5   |

### Aufstiegsspiele zur DDR-Liga
| Platz | Verein                 | Punkte |
| ----- | ---------------------- | ------ |
| 1     | Aufbau Börde Magdeburg | 29,5   |
| 2     | Lok Schwerin           | 29,0   |
| 3     | Motor / Dynamo Wolgast | 24,0   |
| 4     | Lok Waren-Rethwisch    | 13,5   |

| Platz | Verein                  | Punkte |
| ----- | ----------------------- | ------ |
| 1     | Wissenschaft Potsdam II | 28,0   |
| 2     | Aktivist Senftenberg    | 27,0   |
| 3     | Post Berlin             | 20,5   |
| 4     | Rotation Schwedt        | 20,5   |

| Platz | Verein                | Punkte |
| ----- | --------------------- | ------ |
| 1     | SG Leipzig III        | 33,5   |
| 2     | Buna Halle III        | 21,5   |
| 3     | Einheit Bad Salzungen | 20,5   |
| 4     | Motor/Post Gotha      | 19,5   |

| Platz | Verein                      | Punkte |
| ----- | --------------------------- | ------ |
| 1     | Humboldt-Universität Berlin | 29,0   |
| 2     | Wismut Schneeberg           | 27,5   |
| 3     | Lok Dresden II              | 24,5   |
| 4     | Einheit Saalfeld            | 15,0   |

## DDR-Mannschaftsmeisterschaft der Frauen 1971

### Oberliga
| Platz | Verein                 | Punkte |
| ----- | ---------------------- | ------ |
| 1     | Buna Halle             | 65,5   |
| 2     | DAW Berlin             | 49,5   |
| 3     | Motor Leipzig Lindenau | 45,0   |
| 4     | Buna Halle II          | 44,0   |
| 5     | Lok Dresden            | 33,0   |
| 6     | Wismut Aue             | 39,0   |
| 7     | Lok Karl-Marx-Stadt    | 30,0   |
| 8     | Buna Halle III         | 20,0   |

### DDR-Liga
| Platz | Verein                    | Punkte |
| ----- | ------------------------- | ------ |
| 1     | Einheit Schwerin          | 41,0   |
| 2     | DAW Berlin II             | 38,0   |
| 3     | TH Chemie Magdeburg       | 36,5   |
| 4     | TSG Wittenberg            | 28,0   |
| 5     | Schifffahrt/Hafen Rostock | 28,5   |
| 6     | Einheit Friesen Berlin    | 12,0   |

| Platz | Verein                    | Punkte |
| ----- | ------------------------- | ------ |
| 1     | Motor Weimar              | 48,5   |
| 2     | Lok Erfurt                | 38,5   |
| 3     | Lok Naumburg              | 32,5   |
| 4     | Lok Greiz                 | 23,0   |
| 5     | BSG Sebnitz               | 22,5   |
| 6     | Motor Leipzig-Lindenau II | 15,0   |

Die beiden Aufsteiger zur Oberliga wurden in Überkreuz-Vergleichen der Ersten und Zweiten ermittelt. Dabei setzten sich jeweils die Südvertreter durch:
- Motor Weimar – DAW Berlin II 9½ : 2½
- Lok Erfurt – Einheit Schwerin 7 : 5

Allerdings trat Erfurt im Folgejahr nicht an, so dass Schwerin in der Oberliga spielte.

## Jugendmeisterschaften
| Altersklasse | männlich        | weiblich            |
| ------------ | --------------- | ------------------- |
| Schüler      | Rotation Berlin | Lok Karl-Marx-Stadt |
| Jugend       | SG Leipzig      | Buna Halle          |